# Bad Sankt Leonhard im Lavanttal
Bad Sankt Leonhard im Lavanttal (fino al 1935 Sankt Leonhard) è un comune austriaco di 4 412 abitanti nel distretto di Wolfsberg, in Carinzia; ha lo status di città (Stadtgemeinde). Il 1º gennaio 1964 ha inglobato i comuni soppressi di Erzberg-Görlitzen e Theißing e il 1º gennaio 1973 quelli di Kliening, Schiefling im Lavanttal e, in parte, Gräbern-Prebl.

## Monumenti e luoghi d'interesse
- Castello di Wiesenau
- Castello di Lichtengraben